# Lyons (Oregon)
Lyons è una città degli Stati Uniti d'America situata nell'Oregon, nella Contea di Linn.